# 沮渠牧犍
沮渠 牧犍（そきょ ぼくけん）は、五胡十六国時代の北涼の第3代王。沮渠茂虔とも書かれる。武宣王沮渠蒙遜の三男。

## 生涯
義和3年（433年）、武宣王が病に倒れた際に世子であった弟の沮渠菩提が幼弱の為、世子として擁立された。父王の死後即位し、承和と改元した。また国師には劉昞を配した。南朝宋から都督涼沙河三州西域羌戎諸軍事・車騎将軍・開府儀同三司・涼州刺史・河西王に任じられ、また北朝の北魏には妹の興平公主を後宮に入れ右昭儀とし、また北魏からは太武帝拓跋燾の妹である武威公主を后に迎えた。しかし承和7年（439年）に武威公主が毒殺（未遂）された際、犯人と目される自身の嫂の李氏を北魏に引き渡すことを拒否したため北魏の侵攻を受けて捕らえられ、ここに北涼は一度滅亡した。ただし滅亡の翌年、弟の沮渠無諱が酒泉で反乱を起こした後高昌で自立し、北涼の勢力はこの後2代保たれることになる。
北魏の都平城へ連行された沮渠牧犍は助命された上、皇族として遇されるなど重用されたが、太平真君8年（447年）に北涼の都姑臧が陥落したときに国庫にあった財宝を隠し持っていたことが太武帝に露見し、怒った太武帝から後宮に入っていた沮渠昭儀（北涼の興平公主）を含めた宗族全ての死を命じられた。

## 宗室

### 父
- 太祖武宣王（沮渠蒙遜）

### 王后
- 李敬受 - 西涼の武昭王（李暠）の娘
- 武威公主 - 北魏の明元帝（拓跋嗣）の娘

### 妹
- 興平公主（沮渠昭儀） - 北魏の太武帝（拓跋燾）の右昭儀